# ماريا ليسنر
ماريا ليسنر (بالسويدية: Maria Leissner) (من مواليد 21 يناير 1956، غوتنبرغ) هيي سياسية سويدية وزعيمة سابقة لحزب الشعب الليبرالي السويدي (1995-1997). بين عامي 2000 و 2004 أصبحت سفيرة السويد في غواتيمالا. وفي يناير 2007 تم تعيينها سفيرة متحدة للديمقراطية. في أبريل 2012 تم تعيينها أمينة عامة لمجتمع الديمقراطيات.

## قائمة المراجع
- En generösare invandrar- och flyktingpolitik (1988)
- Democracy promotion in a transatlantic perspective (2009)

## روابط خارجية
- ماريا ليسنر على موقع مونزينجر (الألمانية)
- البرلمان السويدي: ماريا ليسنر (FP)

| المكاتب السياسية للحزب | المكاتب السياسية للحزب                     | المكاتب السياسية للحزب |
| ---------------------- | ------------------------------------------ | ---------------------- |
| سبقها بينغت فيستربرغ ‏  | زعيم حزب الشعب الليبرالي السويدي 1995-1997 | تبعها لارس ليجونبورغ ‏  |
| سبقها بيتر أورن        | رئيس الشباب الليبرالي في السويد ‏ 1983-1985 | تبعها توربيورن بيترسون |
| الوظائف الدبلوماسية    |                                            |                        |
| سبقها ستافان ريجستاد   | سفير السويد في غواتيمالا 2000-2004         | تبعها ايفور هالكاير    |